# 대한민국의 읍 목록
다음은 설치 순으로 배열한 대한민국의 읍 목록이다.
- 설치일 : 읍으로 설치된 최초 일자

## 현재의 읍 목록
| 설치일           | 읍명              | 설치 관계 법령                                   | 면적 (km2) | 인구 (명) |
| ---------------- | ----------------- | ------------------------------------------------ | ---------- | --------- |
| 1931년 4월 1일   | 강경읍            | 쇼와5년 조선총독부령 제103호 (1930년 12월 29일)  | 7.02       | 7,595     |
| 1931년 4월 1일   | 조치원읍          | 쇼와5년 조선총독부령 제103호 (1930년 12월 29일)  | 13.32      | 41,822    |
| 1931년 4월 1일   | 철원읍            | 쇼와5년 조선총독부령 제103호 (1930년 12월 29일)  | 99.21      | 5,066     |
| 1937년 7월 1일   | 벌교읍            | 쇼와12년 조선총독부령 제80호 (1937년 6월 28일)   | 102.36     | 11,116    |
| 1937년 7월 1일   | 강진읍            | 쇼와12년 조선총독부령 제80호 (1937년 6월 28일)   | 50.91      | 13,019    |
| 1937년 7월 1일   | 감포읍            | 쇼와12년 조선총독부령 제80호 (1937년 6월 28일)   | 44.83      | 5,306     |
| 1937년 7월 1일   | 예천읍            | 쇼와12년 조선총독부령 제80호 (1937년 6월 28일)   | 47.36      | 14,194    |
| 1937년 7월 1일   | 거창읍            | 쇼와12년 조선총독부령 제80호 (1937년 6월 28일)   | 56.30      | 39,971    |
| 1938년 10월 1일  | 장항읍            | 쇼와13년 조선총독부령 제197호 (1938년 9월 27일)  | 18.8       | 10,997    |
| 1938년 10월 1일  | 하동읍            | 쇼와13년 조선총독부령 제197호 (1938년 9월 27일)  | 29.50      | 9,469     |
| 1938년 10월 1일  | 고성읍            | 쇼와13년 조선총독부령 제197호 (1938년 9월 27일)  | 44.10      | 25,813    |
| 1940년 11월 1일  | 영동읍            | 쇼와15년 조선총독부령 제221호 (1940년 10월 23일) | 100.5      | 22,274    |
| 1940년 11월 1일  | 예산읍            | 쇼와15년 조선총독부령 제221호 (1940년 10월 23일) | 42.8       | 35,265    |
| 1940년 11월 1일  | 신태인읍          | 쇼와15년 조선총독부령 제221호 (1940년 10월 23일) | 29.92      | 6,195     |
| 1940년 11월 1일  | 금산읍            | 쇼와15년 조선총독부령 제221호 (1940년 10월 23일) | 21.6       | 23,873    |
| 1940년 11월 1일  | 보성읍            | 쇼와15년 조선총독부령 제221호 (1940년 10월 23일) | 49.07      | 9,526     |
| 1940년 11월 1일  | 장흥읍            | 쇼와15년 조선총독부령 제221호 (1940년 10월 23일) | 55.92      | 15,461    |
| 1940년 11월 1일  | 의성읍            | 쇼와15년 조선총독부령 제221호 (1940년 10월 23일) | 68.81      | 14,014    |
| 1940년 11월 1일  | 주문진읍          | 쇼와15년 조선총독부령 제221호 (1940년 10월 23일) | 60.55      | 17,382    |
| 1941년 10월 1일  | 장호원읍          | 쇼와16년 조선총독부령 제253호 (1941년 9월 29일)  | 60.34      | 15,703    |
| 1941년 10월 1일  | 홍성읍            | 쇼와16년 조선총독부령 제253호 (1941년 9월 29일)  | 30.49      | 39,735    |
| 1941년 10월 1일  | 김화읍            | 쇼와16년 조선총독부령 제253호 (1941년 9월 29일)  | 112.25     | 3,849     |
| 1942년 10월 1일  | 광천읍            | 쇼와17년 조선총독부령 제243호 (1942년 9월 30일)  | 35.04      | 9,508     |
| 1942년 10월 1일  | 구룡포읍          | 쇼와17년 조선총독부령 제243호 (1942년 9월 30일)  | 45.04      | 8,463     |
| 1942년 10월 1일  | 진영읍            | 쇼와17년 조선총독부령 제243호 (1942년 9월 30일)  | 39.69      | 51,172    |
| 1943년 10월 1일  | 부안읍            | 쇼와18년 조선총독부령 제297호 (1943년 9월 29일)  | 24.79      | 21,818    |
| 1943년 10월 1일  | 담양읍            | 쇼와18년 조선총독부령 제297호 (1943년 9월 29일)  | 29.52      | 14,741    |
| 1943년 10월 1일  | 장성읍            | 쇼와18년 조선총독부령 제297호 (1943년 9월 29일)  | 69.5       | 13,409    |
| 1943년 10월 1일  | 완도읍            | 쇼와18년 조선총독부령 제297호 (1943년 9월 29일)  | 54.11      | 18,957    |
| 1949년 5월 20일  | 안강읍            | 대통령령 제99호 (1949년 5월 7일)                 | 138.6      | 27,854    |
| 1949년 8월 13일  | 옥천읍            | 대통령령 제156호 (1949년 8월 13일)               | 47.6       | 29,227    |
| 1949년 8월 13일  | 증평읍            | 대통령령 제156호 (1949년 8월 13일)               | 55.4       | 35,560    |
| 1949년 8월 13일  | 왜관읍            | 대통령령 제156호 (1949년 8월 13일)               | 54.11      | 32,473    |
| 1949년 8월 13일  | 청도읍            | 대통령령 제156호 (1949년 8월 13일)               | 96.91      | 12,614    |
| 1949년 8월 14일  | 광양읍            | 대통령령 제162호 (1949년 8월 13일)               | 52.379     | 49,175    |
| 1955년 7월 1일   | 고창읍            | 법률 제359호 (1955년 6월 29일)                   | 42.5       | 21,872    |
| 1955년 7월 1일   | 해남읍            | 법률 제359호 (1955년 6월 29일)                   | 62.29      | 25,123    |
| 1955년 7월 1일   | 영광읍            | 법률 제359호 (1955년 6월 29일)                   | 46.18      | 21,838    |
| 1956년 7월 8일   | 사천읍            | 법률 제393호 (1956년 7월 8일)                    | 29.65      | 18,811    |
| 1956년 7월 8일   | 음성읍            | 법률 제393호 (1956년 7월 8일)                    | 86.42      | 18,136    |
| 1956년 7월 8일   | 대정읍            | 법률 제393호 (1956년 7월 8일)                    | 78.63      | 20,266    |
| 1956년 7월 8일   | 한림읍            | 법률 제393호 (1956년 7월 8일)                    | 91.09      | 20,782    |
| 1956년 7월 8일   | 삼례읍            | 법률 제395호 (1956년 7월 8일)                    | 28.7       | 14,723    |
| 1957년 10월 21일 | 함양읍            | 법률 제450호 (1957년 10월 21일)                  | 69.35      | 18,645    |
| 1960년 1월 1일   | 부여읍            | 법률 제537호 (1960년 1월 1일)                    | 58.86      | 22,746    |
| 1960년 1월 1일   | 창녕읍            | 법률 제538호 (1960년 1월 1일)                    | 61.42      | 17,331    |
| 1960년 1월 1일   | 영월읍            | 법률 제539호 (1960년 1월 1일)                    | 127.3      | 21,706    |
| 1963년 1월 1일   | 연무읍            | 법률 제1177호 (1962년 11월 21일)                 | 59.71      | 14,488    |
| 1963년 1월 1일   | 구례읍            | 법률 제1177호 (1962년 11월 21일)                 | 45.79      | 11,583    |
| 1963년 1월 1일   | 화순읍            | 법률 제1177호 (1962년 11월 21일)                 | 69.7       | 40,225    |
| 1963년 1월 1일   | 함평읍            | 법률 제1177호 (1962년 11월 21일)                 | 40.3       | 9,088     |
| 1963년 1월 1일   | 남지읍            | 법률 제1177호 (1962년 11월 21일)                 | 55.25      | 12,678    |
| 1963년 1월 1일   | 삼랑진읍          | 법률 제1177호 (1962년 11월 21일)                 | 78.37      | 7,061     |
| 1963년 1월 1일   | 도계읍            | 법률 제1177호 (1962년 11월 21일)                 | 164.73     | 12,007    |
| 1963년 1월 1일   | 홍천읍            | 법률 제1177호 (1962년 11월 21일)                 | 107.39     | 35,769    |
| 1973년 7월 1일   | 문산읍            | 대통령령 제6543호 (1973년 3월 12일)              | 47.23      | 50,829    |
| 1973년 7월 1일   | 가평읍            | 대통령령 제6543호 (1973년 3월 12일)              | 145.04     | 19,724    |
| 1973년 7월 1일   | 강화읍            | 대통령령 제6543호 (1973년 3월 12일)              | 24.96      | 22,844    |
| 1973년 7월 1일   | 거진읍            | 대통령령 제6543호 (1973년 3월 12일)              | 76.75      | 6,883     |
| 1973년 7월 1일   | 상동읍            | 대통령령 제6543호 (1973년 3월 12일)              | 139.48     | 1,161     |
| 1973년 7월 1일   | 정선읍            | 대통령령 제6543호 (1973년 3월 12일)              | 213.67     | 11,211    |
| 1973년 7월 1일   | 사북읍            | 대통령령 제6543호 (1973년 3월 12일)              | 47.1       | 5,199     |
| 1973년 7월 1일   | 성환읍            | 대통령령 제6543호 (1973년 3월 12일)              | 56.79      | 27,498    |
| 1973년 7월 1일   | 의창읍 → 흥해읍   | 대통령령 제6543호 (1973년 3월 12일)              | 105.3      | 34,143    |
| 1973년 7월 1일   | 합덕읍            | 대통령령 제6543호 (1973년 3월 12일)              | 51.38      | 9,941     |
| 1973년 7월 1일   | 삽교읍            | 대통령령 제6543호 (1973년 3월 12일)              | 49.6       | 7,595     |
| 1973년 7월 1일   | 태안읍            | 대통령령 제6543호 (1973년 3월 12일)              | 87.63      | 29,182    |
| 1973년 7월 1일   | 보은읍            | 대통령령 제6543호 (1973년 3월 12일)              | 62.32      | 15,316    |
| 1973년 7월 1일   | 금왕읍            | 대통령령 제6543호 (1973년 3월 12일)              | 71.33      | 21,556    |
| 1973년 7월 1일   | 진천읍            | 대통령령 제6543호 (1973년 3월 12일)              | 70.49      | 31,121    |
| 1973년 7월 1일   | 봉동읍            | 대통령령 제6543호 (1973년 3월 12일)              | 46.07      | 27,270    |
| 1973년 7월 1일   | 도양읍            | 대통령령 제6543호 (1973년 3월 12일)              | 33.5       | 11,131    |
| 1973년 7월 1일   | 건천읍            | 대통령령 제6543호 (1973년 3월 12일)              | 92.4       | 10,525    |
| 1973년 7월 1일   | 풍산읍            | 대통령령 제6543호 (1973년 3월 12일)              | 96.64      | 6,924     |
| 1973년 7월 1일   | 풍기읍            | 대통령령 제6543호 (1973년 3월 12일)              | 75.92      | 11,305    |
| 1973년 7월 1일   | 금호읍            | 대통령령 제6543호 (1973년 3월 12일)              | 27.14      | 11,342    |
| 1973년 7월 1일   | 문경읍            | 대통령령 제6543호 (1973년 3월 12일)              | 156.68     | 7,199     |
| 1973년 7월 1일   | 가은읍            | 대통령령 제6543호 (1973년 3월 12일)              | 152.42     | 4,131     |
| 1973년 7월 1일   | 하양읍            | 대통령령 제6543호 (1973년 3월 12일)              | 48.65      | 26,607    |
| 1973년 7월 1일   | 하남읍            | 대통령령 제6543호 (1973년 3월 12일)              | 78.37      | 7,879     |
| 1979년 5월 1일   | 팽성읍            | 대통령령 제9409호 (1979년 4월 7일)               | 57         | 29,094    |
| 1979년 5월 1일   | 연천읍            | 대통령령 제9409호 (1979년 4월 7일)               | 112.86     | 8,394     |
| 1979년 5월 1일   | 양평읍            | 대통령령 제9409호 (1979년 4월 7일)               | 42.29      | 30,573    |
| 1979년 5월 1일   | 간성읍            | 대통령령 제9409호 (1979년 4월 7일)               | 180        | 7,526     |
| 1979년 5월 1일   | 양구읍            | 대통령령 제9409호 (1979년 4월 7일)               | 173.62     | 15,089    |
| 1979년 5월 1일   | 양양읍            | 대통령령 제9409호 (1979년 4월 7일)               | 32.35      | 11,728    |
| 1979년 5월 1일   | 인제읍            | 대통령령 제9409호 (1979년 4월 7일)               | 315.24     | 9,610     |
| 1979년 5월 1일   | 갈말읍            | 대통령령 제9409호 (1979년 4월 7일)               | 173.17     | 12,933    |
| 1979년 5월 1일   | 평창읍            | 대통령령 제9409호 (1979년 4월 7일)               | 116.31     | 8,908     |
| 1979년 5월 1일   | 화천읍            | 대통령령 제9409호 (1979년 4월 7일)               | 291.32     | 8,952     |
| 1979년 5월 1일   | 횡성읍            | 대통령령 제9409호 (1979년 4월 7일)               | 72.41      | 20,470    |
| 1979년 5월 1일   | 서천읍            | 대통령령 제9409호 (1979년 4월 7일)               | 27.75      | 14,303    |
| 1979년 5월 1일   | 청양읍            | 대통령령 제9409호 (1979년 4월 7일)               | 36.1       | 10,260    |
| 1979년 5월 1일   | 괴산읍            | 대통령령 제9409호 (1979년 4월 7일)               | 49.62      | 9,968     |
| 1979년 5월 1일   | 단양읍            | 대통령령 제9409호 (1979년 4월 7일)               | 75.6       | 10,744    |
| 1979년 5월 1일   | 함열읍            | 대통령령 제9409호 (1979년 4월 7일)               | 18.95      | 7,678     |
| 1979년 5월 1일   | 무주읍            | 대통령령 제9409호 (1979년 4월 7일)               | 79.14      | 9,623     |
| 1979년 5월 1일   | 순창읍            | 대통령령 제9409호 (1979년 4월 7일)               | 21.08      | 10,176    |
| 1979년 5월 1일   | 임실읍            | 대통령령 제9409호 (1979년 4월 7일)               | 67.6       | 7,469     |
| 1979년 5월 1일   | 장수읍            | 대통령령 제9409호 (1979년 4월 7일)               | 101.82     | 7,637     |
| 1979년 5월 1일   | 진안읍            | 대통령령 제9409호 (1979년 4월 7일)               | 115.97     | 10,510    |
| 1979년 5월 1일   | 고흥읍            | 대통령령 제9409호 (1979년 4월 7일)               | 34.94      | 12,371    |
| 1979년 5월 1일   | 곡성읍            | 대통령령 제9409호 (1979년 4월 7일)               | 52.09      | 8,325     |
| 1979년 5월 1일   | 무안읍            | 대통령령 제9409호 (1979년 4월 7일)               | 35.67      | 11,160    |
| 1979년 5월 1일   | 영암읍            | 대통령령 제9409호 (1979년 4월 7일)               | 59.9       | 8,720     |
| 1979년 5월 1일   | 진도읍            | 대통령령 제9409호 (1979년 4월 7일)               | 44.1       | 10,560    |
| 1979년 5월 1일   | 선산읍            | 대통령령 제9409호 (1979년 4월 7일)               | 67.01      | 15,714    |
| 1979년 5월 1일   | 고령읍 → 대가야읍 | 대통령령 제9409호 (1979년 4월 7일)               | 47.37      | 10,651    |
| 1979년 5월 1일   | 군위읍            | 대통령령 제9409호 (1979년 4월 7일)               | 84.04      | 8,361     |
| 1979년 5월 1일   | 봉화읍            | 대통령령 제9409호 (1979년 4월 7일)               | 74.27      | 10,576    |
| 1979년 5월 1일   | 성주읍            | 대통령령 제9409호 (1979년 4월 7일)               | 36.33      | 14,034    |
| 1979년 5월 1일   | 영덕읍            | 대통령령 제9409호 (1979년 4월 7일)               | 66.08      | 11,507    |
| 1979년 5월 1일   | 영양읍            | 대통령령 제9409호 (1979년 4월 7일)               | 130.84     | 7,634     |
| 1979년 5월 1일   | 울릉읍            | 대통령령 제9409호 (1979년 4월 7일)               | 21.39      | 7,101     |
| 1979년 5월 1일   | 울진읍            | 대통령령 제9409호 (1979년 4월 7일)               | 81.27      | 14,532    |
| 1979년 5월 1일   | 청송읍            | 대통령령 제9409호 (1979년 4월 7일)               | 82.378     | 5,502     |
| 1979년 5월 1일   | 화양읍            | 대통령령 제9409호 (1979년 4월 7일)               | 43.17      | 7,908     |
| 1979년 5월 1일   | 남해읍            | 대통령령 제9409호 (1979년 4월 7일)               | 27.20      | 13,332    |
| 1979년 5월 1일   | 산청읍            | 대통령령 제9409호 (1979년 4월 7일)               | 68.84      | 6,904     |
| 1979년 5월 1일   | 의령읍            | 대통령령 제9409호 (1979년 4월 7일)               | 34.3       | 9,369     |
| 1979년 5월 1일   | 가야읍            | 대통령령 제9409호 (1979년 4월 7일)               | 41.22      | 19,482    |
| 1979년 5월 1일   | 합천읍            | 대통령령 제9409호 (1979년 4월 7일)               | 53.04      | 11,961    |
| 1980년 12월 1일  | 와부읍            | 대통령령 제10050호 (1980년 10월 21일)            | 49.813     | 68,666    |
| 1980년 12월 1일  | 동송읍            | 대통령령 제10050호 (1980년 10월 21일)            | 128.83     | 16,627    |
| 1980년 12월 1일  | 신동읍            | 대통령령 제10050호 (1980년 10월 21일)            | 119.84     | 3,756     |
| 1980년 12월 1일  | 원덕읍            | 대통령령 제10050호 (1980년 10월 21일)            | 175.94     | 5,465     |
| 1980년 12월 1일  | 매포읍            | 대통령령 제10050호 (1980년 10월 21일)            | 65.89      | 6,130     |
| 1980년 12월 1일  | 안면읍            | 대통령령 제10050호 (1980년 10월 21일)            | 90.99      | 9,373     |
| 1980년 12월 1일  | 옥구읍            | 대통령령 제10050호 (1980년 10월 21일)            | 33.11      | 3,463     |
| 1980년 12월 1일  | 주내읍 → 파주읍   | 대통령령 제10050호 (1980년 10월 21일)            | 32.26      | 13,674    |
| 1980년 12월 1일  | 돌산읍            | 대통령령 제10050호 (1980년 10월 21일)            | 71.8       | 14,023    |
| 1980년 12월 1일  | 대덕읍            | 대통령령 제10050호 (1980년 10월 21일)            | 58.08      | 3,896     |
| 1980년 12월 1일  | 관산읍            | 대통령령 제10050호 (1980년 10월 21일)            | 71.82      | 5,466     |
| 1980년 12월 1일  | 금일읍            | 대통령령 제10050호 (1980년 10월 21일)            | 28.1       | 3,944     |
| 1980년 12월 1일  | 노화읍            | 대통령령 제10050호 (1980년 10월 21일)            | 31.86      | 5,513     |
| 1980년 12월 1일  | 백수읍            | 대통령령 제10050호 (1980년 10월 21일)            | 86.5       | 5,094     |
| 1980년 12월 1일  | 일로읍            | 대통령령 제10050호 (1980년 10월 21일)            | 56.31      | 7,015     |
| 1980년 12월 1일  | 지도읍            | 대통령령 제10050호 (1980년 10월 21일)            | 79.75      | 4,826     |
| 1980년 12월 1일  | 외동읍            | 대통령령 제10050호 (1980년 10월 21일)            | 109.8      | 16,587    |
| 1980년 12월 1일  | 오천읍            | 대통령령 제10050호 (1980년 10월 21일)            | 70.5       | 56,375    |
| 1980년 12월 1일  | 연일읍            | 대통령령 제10050호 (1980년 10월 21일)            | 36.01      | 33,463    |
| 1980년 12월 1일  | 함창읍            | 대통령령 제10050호 (1980년 10월 21일)            | 43.36      | 6,991     |
| 1980년 12월 1일  | 평해읍            | 대통령령 제10050호 (1980년 10월 21일)            | 37.16      | 3,147     |
| 1980년 12월 1일  | 기장읍            | 대통령령 제10050호 (1980년 10월 21일)            | 39.14      | 55,265    |
| 1980년 12월 1일  | 애월읍            | 대통령령 제10050호 (1980년 10월 21일)            | 202.16     | 32,425    |
| 1980년 12월 1일  | 구좌읍            | 대통령령 제10050호 (1980년 10월 21일)            | 185.93     | 15,371    |
| 1980년 12월 1일  | 성산읍            | 대통령령 제10050호 (1980년 10월 21일)            | 107.79     | 15,183    |
| 1980년 12월 1일  | 남원읍            | 대통령령 제10050호 (1980년 10월 21일)            | 188.71     | 19,148    |
| 1985년 10월 1일  | 전곡읍            | 대통령령 제11772호 (1985년 9월 26일)             | 55.2       | 19,776    |
| 1985년 10월 1일  | 성거읍            | 대통령령 제11772호 (1985년 9월 26일)             | 31.42      | 23,115    |
| 1985년 10월 1일  | 승주읍            | 대통령령 제11772호 (1985년 9월 26일)             | 93         | 2,956     |
| 1985년 10월 1일  | 홍농읍            | 대통령령 제11772호 (1985년 9월 26일)             | 38         | 7,392     |
| 1985년 10월 1일  | 장안읍            | 대통령령 제11772호 (1985년 9월 26일)             | 50.89      | 9,002     |
| 1985년 10월 1일  | 조천읍            | 대통령령 제11772호 (1985년 9월 26일)             | 150.64     | 22,862    |
| 1985년 10월 1일  | 고한읍            | 대통령령 제11772호 (1985년 9월 26일)             | 52.32      | 4,585     |
| 1989년 4월 1일   | 진접읍            | 남양주군조례 제633호 (1989년 4월 1일)            | 65.9       | 95,828    |
| 1989년 4월 1일   | 부발읍            | 이천군조례 제1158호 (1989년 3월 29일)            | 42.9       | 37,815    |
| 1989년 4월 1일   | 법원읍            | 파주군조례 제1280호 (1989년 4월 1일)             | 71.5       | 11,819    |
| 1990년 4월 1일   | 염치읍            | 아산군조례 제1201호 (1990년 3월 26일)            | 42.9       | 7,213     |
| 1991년 12월 1일  | 화도읍            | 남양주군조례 제810호 (1991년 11월 29일)          | 71.48      | 107,126   |
| 1991년 12월 1일  | 대산읍            | 서산군조례 제1271호 (1991년 12월 1일)            | 105.03     | 15,096    |
| 1992년 3월 1일   | 화원읍            | 달성군조례 제1438호 (1992년 1월 29일)            | 27.68      | 49,445    |
| 1995년 3월 1일   | 아포읍            | 김천시조례 제132호 (1995년 3월 1일)              | 53.47      | 7,887     |
| 1995년 3월 1일   | 남평읍            | 나주시조례 제136호 (1995년 2월 22일)             | 54.26      | 8,645     |
| 1995년 3월 1일   | 문산읍            | 진주시조례 제132호 (1995년 2월 28일)             | 39.98      | 8,838     |
| 1995년 3월 2일   | 신북읍            | 춘천시조례 제158호 (1995년 2월 28일)             | 57.23      | 8,173     |
| 1995년 3월 2일   | 문막읍            | 원주시조례 제141호 (1995년 2월 28일)             | 104.3      | 18,616    |
| 1995년 3월 2일   | 주덕읍            | 충주시조례 제144호 (1995년 3월 2일)              | 48.44      | 5,389     |
| 1995년 3월 2일   | 봉양읍            | 제천시조례 제136호 (1995년 3월 2일)              | 144.87     | 7,209     |
| 1995년 3월 2일   | 웅천읍            | 보령시조례 제138호 (1995년 3월 2일)              | 62.1       | 6,827     |
| 1995년 3월 2일   | 유구읍            | 공주시조례 제126호 (1995년 2월 28일)             | 101.55     | 8,090     |
| 1995년 3월 2일   | 운봉읍            | 남원시조례 제135호 (1995년 3월 2일)              | 69.5       | 4,013     |
| 1995년 3월 2일   | 만경읍            | 김제시조례 제121호 (1995년 3월 2일)              | 24.01      | 2,972     |
| 1995년 3월 2일   | 동읍              | 창원시조례 제150호 (1995년 3월 2일)              | 59.75      | 22,555    |
| 1995년 3월 2일   | 내서읍            | 마산시조례 제157호 (1995년 2월 28일)             | 55.84      | 70,525    |
| 1995년 3월 2일   | 산양읍            | 통영시조례 제113호 (1995년 3월 2일)              | 39.38      | 5,088     |
| 1996년 2월 1일   | 소흘읍            | 포천군조례 제1495호 (1996년 2월 1일)             | 46.3       | 46,579    |
| 1996년 2월 1일   | 온산읍            | 울산시조례 제210호 (1996년 2월 1일)              | 38.42      | 23,967    |
| 1996년 2월 1일   | 언양읍            | 울산시조례 제210호 (1996년 2월 1일)              | 68.78      | 26,842    |
| 1996년 3월 1일   | 물금읍            | 양산시조례 제450호 (1996년 3월 1일)              | 19.61      | 98,687    |
| 1996년 9월 1일   | 논공읍            | 달성군조례 제1589호 (1996년 8월 17일)            | 43.83      | 18,745    |
| 1997년 11월 1일  | 다사읍            | 달성군조례 제1612호 (1997년 10월 20일)           | 36.66      | 76,481    |
| 1997년 11월 1일  | 고아읍            | 구미시조례 제279호 (1997년 10월 21일)            | 43.83      | 34,957    |
| 1997년 11월 1일  | 진량읍            | 경산시조례 제226호 (1997년 10월 22일)            | 46         | 37,117    |
| 1998년 4월 1일   | 봉담읍            | 화성군조례 제1698호 (1998년 3월 25일)            | 42.679     | 74,059    |
| 2000년 1월 1일   | 내수읍            | 청원군조례 제1650호 (1999년 12월 24일)           | 55.36      | 21,540    |
| 2001년 3월 1일   | 온양읍            | 울주군조례 제226호 (2001년 2월 27일)             | 63.84      | 25,272    |
| 2001년 3월 1일   | 범서읍            | 울주군조례 제226호 (2001년 2월 27일)             | 77.14      | 73,006    |
| 2001년 6월 1일   | 공도읍            | 안성시조례 제333호 (2001년 5월 29일)             | 31.94      | 57,173    |
| 2001년 9월 12일  | 진건읍            | 남양주시조례 제454호 (2001년 9월 12일)           | 33.06      | 26,917    |
| 2001년 9월 12일  | 오남읍            | 남양주시조례 제454호 (2001년 9월 12일)           | 25.445     | 54,893    |
| 2001년 10월 1일  | 백석읍            | 양주군조례 제1779호 (2001년 9월 29일)            | 41.42      | 28,249    |
| 2002년 1월 1일   | 직산읍            | 천안시조례 제508호 (2001년 12월 31일)            | 30.6       | 20,313    |
| 2002년 1월 1일   | 목천읍            | 천안시조례 제508호 (2001년 12월 31일)            | 63.09      | 26,424    |
| 2002년 4월 1일   | 조리읍            | 파주시조례 제435호 (2002년 4월 1일)              | 27.44      | 31,214    |
| 2002년 11월 5일  | 안중읍            | 평택시조례 제585호 (2002년 11월 5일)             | 28.69      | 42,390    |
| 2003년 5월 1일   | 삼호읍            | 영암군조례 제1726호 (2003년 4월 30일)            | 85.9       | 21,510    |
| 2003년 6월 14일  | 우정읍            | 화성시조례 제235호 (2003년 6월 4일)              | 58.88      | 18,105    |
| 2003년 7월 1일   | 북삼읍            | 칠곡군조례 제1833호 (2003년 7월 1일)             | 36.75      | 25,747    |
| 2004년 1월 1일   | 통진읍            | 김포시조례 제469호 (2003년 12월 30일)            | 29.49      | 27,513    |
| 2004년 6월 21일  | 초월읍            | 광주시조례 제106호 (2004년 6월 7일)              | 55.9       | 42,944    |
| 2004년 6월 21일  | 실촌읍 → 곤지암읍 | 광주시조례 제106호 (2004년 6월 7일)              | 76.18      | 23,442    |
| 2005년 10월 31일 | 포곡읍            | 용인시조례 제648호 (2005년 10월 31일)            | 41.78      | 35,283    |
| 2006년 10월 1일  | 석적읍            | 칠곡군조례 제1952호 (2006년 9월 29일)            | 49.49      | 34,619    |
| 2006년 12월 29일 | 포승읍            | 평택시조례 제814호 (2006년 12월 29일)            | 57.51      | 26,080    |
| 2007년 1월 1일   | 오창읍            | 청원군조례 제1926호 (2006년 12월 28일)           | 80.2       | 61,969    |
| 2007년 1월 29일  | 향남읍            | 화성시조례 제430호 (2006년 12월 29일)            | 49.891     | 78,259    |
| 2009년 5월 1일   | 배방읍            | 아산시조례 제826호 (2009년 5월 1일)              | 49.7       | 66,230    |
| 2009년 9월 1일   | 고촌읍            | 김포시조례 제812호 (2009년 9월 1일)              | 29.49      | 26,379    |
| 2010년 1월 1일   | 송악읍            | 당진군조례 제1936호 (2009년 12월 24일)           | 79.74      | 27,363    |
| 2011년 1월 1일   | 삼향읍            | 무안군조례 제1995호 (2010년 12월 20일)           | 42.77      | 38,206    |
| 2011년 11월 14일 | 양촌읍            | 김포시조례 제941호 (2011년 10월 24일)            | 33.65      | 26,379    |
| 2012년 1월 1일   | 오송읍            | 청원군조례 제2196호 (2011년 12월 16일)           | 40.74      | 21,935    |
| 2012년 1월 1일   | 압해읍            | 신안군조례 제1756호 (2011년 12월 26일)           | 67.51      | 6,631     |
| 2013년 9월 23일  | 가남읍            | 여주시조례 제32호 (2013년 9월 23일)              | 75.32      | 16,021    |
| 2014년 10월 20일 | 남양읍            | 화성시조례 제944호 (2014년 10월 10일)            | 66.89      | 31,043    |
| 2015년 1월 1일   | 칠원읍            | 함안군조례 제2182호 (2014년 12월 29일)           | 50.61      | 20,893    |
| 2015년 9월 23일  | 정관읍            | 기장군조례 제825호 (2015년 9월 21일)             | 38.22      | 77,730    |
| 2015년 10월 1일  | 용진읍            | 완주군조례 제2359호 (2015년 9월 17일)            | 38.5       | 7,582     |
| 2016년 7월 28일  | 청북읍            | 평택시조례 제1360호 (2016년 7월 28일)            | 52.56      | 25,544    |
| 2017년 8월 1일   | 홍북읍            | 홍성군조례 제2369호 (2017년 8월 1일)             | 44.67      | 26,041    |
| 2017년 12월 11일 | 모현읍            | 용인시조례 제1736호 (2017년 12월 11일)           | 50.36      | 26,228    |
| 2017년 12월 11일 | 이동읍            | 용인시조례 제1736호 (2017년 12월 11일)           | 75.65      | 21,406    |
| 2018년 3월 1일   | 유가읍            | 달성군조례 제2547호 (2018년 2월 28일)            | 57.37      | 26,604    |
| 2018년 4월 1일   | 청량읍            | 울주군조례 제1060호 (2018년 3월 22일)            | 60         | 17,276    |
| 2018년 11월 1일  | 옥포읍            | 달성군조례 제2581호 (2018년 10월 30일)           | 48.94      | 22,487    |
| 2018년 11월 1일  | 현풍읍            | 달성군조례 제2581호 (2018년 10월 30일)           | 24.47      | 20,285    |
| 2019년 7월 1일   | 덕산읍            | 진천군조례 제2684호 (2019년 6월 26일)            | 35.02      | 24,794    |
| 2019년 10월 21일 | 퇴계원읍          | 남양주시조례 제1676호 (2019년 10월 10일)         | 3.254      | 31,906    |
| 2020년 1월 1일   | 압량읍            | 경산시조례 제1172호 (2019년 12월 5일)            | 18.35      | 21,327    |
| 2020년 11월 1일  | 삼남읍            | 울주군조례 제1242호 (2020년 10월 30일)           | 31.1       | 21,169    |
| 2021년 1월 1일   | 산동읍            | 구미시조례 제1500호 (2020년 12월 30일)           | 59.36      | 26,940    |
| 2021년 2월 19일  | 남사읍            | 용인시조례 제2107호 (2021년 2월 19일)            | 58.65      | 23,929    |
| 2022년 4월 1일   | 일광읍            | 기장군조례 제1277호 (2021년 4월 1일)             | 35.76      | 25,735    |
| 2024년 2월 1일   | 호명읍            | 예천군조례 제2596호 (2023년 12월 21일)           | 62.3       | 19,785    |

## 폐지된 읍 목록
| 설치일           | 읍명            | 설치 관계 법령                                   | 폐지일           | 현재 (시·구) |
| ---------------- | --------------- | ------------------------------------------------ | ---------------- | ------------ |
| 1931년 4월 1일   | 수원읍          | 쇼와5년 조선총독부령 제103호 (1930년 12월 29일)  | 1949년 8월 14일  | 수원시       |
| 1931년 4월 1일   | 영등포읍        | 쇼와5년 조선총독부령 제103호 (1930년 12월 29일)  | 1936년 4월 1일   | 영등포구     |
| 1931년 4월 1일   | 청주읍          | 쇼와5년 조선총독부령 제103호 (1930년 12월 29일)  | 1946년 6월 1일   | 청주시       |
| 1931년 4월 1일   | 충주읍          | 쇼와5년 조선총독부령 제103호 (1930년 12월 29일)  | 1956년 7월 8일   | 충주시       |
| 1931년 4월 1일   | 공주읍          | 쇼와5년 조선총독부령 제103호 (1930년 12월 29일)  | 1986년 1월 1일   | 공주시       |
| 1931년 4월 1일   | 대전읍          | 쇼와5년 조선총독부령 제103호 (1930년 12월 29일)  | 1935년 10월 1일  | 대전 중구    |
| 1931년 4월 1일   | 천안읍          | 쇼와5년 조선총독부령 제103호 (1930년 12월 29일)  | 1963년 1월 1일   | 천안시       |
| 1931년 4월 1일   | 전주읍          | 쇼와5년 조선총독부령 제103호 (1930년 12월 29일)  | 1935년 10월 1일  | 전주시       |
| 1931년 4월 1일   | 익산읍 → 이리읍 | 쇼와5년 조선총독부령 제103호 (1930년 12월 29일)  | 1947년 2월 23일  | 익산시       |
| 1931년 4월 1일   | 정주읍          | 쇼와5년 조선총독부령 제103호 (1930년 12월 29일)  | 1981년 7월 1일   | 정읍시       |
| 1931년 4월 1일   | 광주읍          | 쇼와5년 조선총독부령 제103호 (1930년 12월 29일)  | 1935년 10월 1일  | 광주 동구    |
| 1931년 4월 1일   | 여수읍          | 쇼와5년 조선총독부령 제103호 (1930년 12월 29일)  | 1949년 8월 14일  | 여수시       |
| 1931년 4월 1일   | 제주읍          | 쇼와5년 조선총독부령 제103호 (1930년 12월 29일)  | 1955년 9월 1일   | 제주시       |
| 1931년 4월 1일   | 김천읍          | 쇼와5년 조선총독부령 제103호 (1930년 12월 29일)  | 1949년 8월 14일  | 김천시       |
| 1931년 4월 1일   | 포항읍          | 쇼와5년 조선총독부령 제103호 (1930년 12월 29일)  | 1949년 8월 14일  | 포항시       |
| 1931년 4월 1일   | 경주읍          | 쇼와5년 조선총독부령 제103호 (1930년 12월 29일)  | 1955년 9월 1일   | 경주시       |
| 1931년 4월 1일   | 안동읍          | 쇼와5년 조선총독부령 제103호 (1930년 12월 29일)  | 1963년 1월 1일   | 안동시       |
| 1931년 4월 1일   | 상주읍          | 쇼와5년 조선총독부령 제103호 (1930년 12월 29일)  | 1986년 1월 1일   | 상주시       |
| 1931년 4월 1일   | 진주읍          | 쇼와5년 조선총독부령 제103호 (1930년 12월 29일)  | 1939년 10월 1일  | 진주시       |
| 1931년 4월 1일   | 진해읍          | 쇼와5년 조선총독부령 제103호 (1930년 12월 29일)  | 1955년 9월 1일   | 창원시       |
| 1931년 4월 1일   | 통영읍          | 쇼와5년 조선총독부령 제103호 (1930년 12월 29일)  | 1955년 9월 1일   | 통영시       |
| 1931년 4월 1일   | 밀양읍          | 쇼와5년 조선총독부령 제103호 (1930년 12월 29일)  | 1989년 1월 1일   | 밀양시       |
| 1931년 4월 1일   | 동래읍          | 쇼와5년 조선총독부령 제103호 (1930년 12월 29일)  | 1942년 10월 1일  | 부산 동래구  |
| 1931년 4월 1일   | 춘천읍          | 쇼와5년 조선총독부령 제103호 (1930년 12월 29일)  | 1946년 6월 1일   | 춘천시       |
| 1931년 4월 1일   | 강릉읍          | 쇼와5년 조선총독부령 제103호 (1930년 12월 29일)  | 1955년 9월 1일   | 강릉시       |
| 1931년 11월 1일  | 남원읍          | 쇼와6년 조선총독부령 제132호 (1931년 10월 20일)  | 1981년 7월 1일   | 남원시       |
| 1931년 11월 1일  | 김제읍          | 쇼와6년 조선총독부령 제132호 (1931년 10월 20일)  | 1989년 1월 1일   | 김제시       |
| 1931년 11월 1일  | 순천읍          | 쇼와6년 조선총독부령 제132호 (1931년 10월 20일)  | 1949년 8월 14일  | 순천시       |
| 1931년 11월 1일  | 나주읍          | 쇼와6년 조선총독부령 제132호 (1931년 10월 20일)  | 1981년 7월 1일   | 나주시       |
| 1931년 11월 1일  | 울산읍          | 쇼와6년 조선총독부령 제132호 (1931년 10월 20일)  | 1962년 6월 1일   | 울산 중구    |
| 1931년 11월 1일  | 김해읍          | 쇼와6년 조선총독부령 제132호 (1931년 10월 20일)  | 1981년 7월 1일   | 김해시       |
| 1931년 11월 1일  | 삼천포읍        | 쇼와6년 조선총독부령 제132호 (1931년 10월 20일)  | 1956년 7월 8일   | 사천시       |
| 1937년 7월 1일   | 안성읍          | 쇼와12년 조선총독부령 제80호 (1937년 6월 28일)   | 1998년 4월 1일   | 안성시       |
| 1937년 7월 1일   | 송정읍          | 쇼와12년 조선총독부령 제80호 (1937년 6월 28일)   | 1986년 11월 1일  | 광주 광산구  |
| 1937년 7월 1일   | 영산포읍        | 쇼와12년 조선총독부령 제80호 (1937년 6월 28일)   | 1981년 7월 1일   | 나주시       |
| 1937년 7월 1일   | 영천읍          | 쇼와12년 조선총독부령 제80호 (1937년 6월 28일)   | 1981년 7월 1일   | 영천시       |
| 1937년 7월 1일   | 방어진읍        | 쇼와12년 조선총독부령 제80호 (1937년 6월 28일)   | 1962년 6월 1일   | 울산 동구    |
| 1937년 7월 1일   | 원주읍          | 쇼와12년 조선총독부령 제80호 (1937년 6월 28일)   | 1955년 9월 1일   | 원주시       |
| 1938년 10월 1일  | 평택읍          | 쇼와13년 조선총독부령 제197호 (1938년 9월 27일)  | 1986년 1월 1일   | 평택시       |
| 1938년 10월 1일  | 이천읍          | 쇼와13년 조선총독부령 제197호 (1938년 9월 27일)  | 1996년 3월 1일   | 이천시       |
| 1938년 10월 1일  | 논산읍          | 쇼와13년 조선총독부령 제197호 (1938년 9월 27일)  | 1996년 3월 1일   | 논산시       |
| 1938년 10월 1일  | 장승포읍        | 쇼와13년 조선총독부령 제197호 (1938년 9월 27일)  | 1989년 1월 1일   | 거제시       |
| 1938년 10월 1일  | 삼척읍          | 쇼와13년 조선총독부령 제197호 (1938년 9월 27일)  | 1986년 1월 1일   | 삼척시       |
| 1940년 11월 1일  | 제천읍          | 쇼와15년 조선총독부령 제221호 (1940년 10월 23일) | 1980년 4월 1일   | 제천시       |
| 1940년 11월 1일  | 영주읍          | 쇼와15년 조선총독부령 제221호 (1940년 10월 23일) | 1980년 4월 1일   | 영주시       |
| 1941년 10월 1일  | 소사읍          | 쇼와16년 조선총독부령 제253호 (1941년 9월 29일)  | 1973년 7월 1일   | 부천시       |
| 1941년 10월 1일  | 여주읍          | 쇼와16년 조선총독부령 제253호 (1941년 9월 29일)  | 2013년 9월 23일  | 여주시       |
| 1941년 10월 1일  | 온양읍          | 쇼와16년 조선총독부령 제253호 (1941년 9월 29일)  | 1986년 1월 1일   | 아산시       |
| 1942년 10월 1일  | 의정부읍        | 쇼와17년 조선총독부령 제243호 (1942년 9월 30일)  | 1963년 1월 1일   | 의정부시     |
| 1942년 10월 1일  | 묵호읍          | 쇼와17년 조선총독부령 제243호 (1942년 9월 30일)  | 1980년 4월 1일   | 동해시       |
| 1942년 10월 1일  | 서산읍          | 쇼와17년 조선총독부령 제243호 (1942년 9월 30일)  | 1989년 1월 1일   | 서산시       |
| 1942년 10월 1일  | 속초읍          | 쇼와17년 조선총독부령 제243호 (1942년 9월 30일)  | 1963년 1월 1일   | 속초시       |
| 1943년 10월 1일  | 구포읍          | 쇼와18년 조선총독부령 제297호 (1943년 9월 29일)  | 1963년 1월 1일   | 부산 북구    |
| 1945년 7월 1일   | 북평읍          | 쇼와20년 조선총독부령 제149호 (1945년 6월 28일)  | 1980년 4월 1일   | 동해시       |
| 1949년 8월 14일  | 안양읍          | 대통령령 제162호 (1949년 8월 13일)               | 1973년 7월 1일   | 안양시       |
| 1956년 7월 8일   | 서귀읍          | 법률 제391호 (1956년 7월 8일)                    | 1981년 7월 1일   | 서귀포시     |
| 1956년 7월 8일   | 경산읍          | 법률 제393호 (1956년 7월 8일)                    | 1989년 1월 1일   | 경산시       |
| 1956년 7월 8일   | 점촌읍          | 법률 제393호 (1956년 7월 8일)                    | 1986년 1월 1일   | 문경시       |
| 1960년 1월 1일   | 장성읍          | 법률 제539호 (1960년 1월 1일)                    | 1981년 7월 1일   | 태백시       |
| 1960년 1월 1일   | 오산읍          | 법률 제539호 (1960년 1월 1일)                    | 1989년 1월 1일   | 오산시       |
| 1963년 1월 1일   | 동두천읍        | 법률 제1177호 (1962년 11월 21일)                 | 1981년 7월 1일   | 동두천시     |
| 1963년 1월 1일   | 송탄읍          | 법률 제1177호 (1962년 11월 21일)                 | 1981년 7월 1일   | 평택시       |
| 1963년 1월 1일   | 대천읍          | 법률 제1177호 (1962년 11월 21일)                 | 1986년 1월 1일   | 보령시       |
| 1963년 1월 1일   | 당진읍          | 법률 제1177호 (1962년 11월 21일)                 | 2012년 1월 1일   | 당진시       |
| 1963년 1월 1일   | 구미읍          | 법률 제1177호 (1962년 11월 21일)                 | 1978년 2월 15일  | 구미시       |
| 1973년 7월 1일   | 구리읍          | 대통령령 제6543호 (1973년 3월 12일)              | 1986년 1월 1일   | 구리시       |
| 1973년 7월 1일   | 금촌읍          | 대통령령 제6543호 (1973년 3월 12일)              | 1996년 3월 1일   | 파주시       |
| 1973년 7월 1일   | 신도읍          | 대통령령 제6543호 (1973년 3월 12일)              | 1992년 2월 1일   | 고양시       |
| 1973년 7월 1일   | 황지읍          | 대통령령 제6543호 (1973년 3월 12일)              | 1981년 7월 1일   | 태백시       |
| 1973년 7월 1일   | 신탄진읍        | 대통령령 제6543호 (1973년 3월 12일)              | 1989년 1월 1일   | 대전 대덕구  |
| 1973년 7월 1일   | 유성읍          | 대통령령 제6543호 (1973년 3월 12일)              | 1983년 2월 15일  | 대전 유성구  |
| 1973년 7월 1일   | 안심읍          | 대통령령 제6543호 (1973년 3월 12일)              | 1981년 7월 1일   | 대구 동구    |
| 1973년 7월 1일   | 대저읍          | 대통령령 제6543호 (1973년 3월 12일)              | 1978년 2월 15일  | 부산 강서구  |
| 1979년 5월 1일   | 미금읍          | 대통령령 제9409호 (1979년 4월 7일)               | 1989년 1월 1일   | 남양주시     |
| 1979년 5월 1일   | 소하읍          | 대통령령 제9409호 (1979년 4월 7일)               | 1981년 7월 1일   | 광명시       |
| 1979년 5월 1일   | 군포읍          | 대통령령 제9409호 (1979년 4월 7일)               | 1989년 1월 1일   | 군포시       |
| 1979년 5월 1일   | 원당읍          | 대통령령 제9409호 (1979년 4월 7일)               | 1992년 2월 1일   | 고양시       |
| 1979년 5월 1일   | 광주읍          | 대통령령 제9409호 (1979년 4월 7일)               | 2001년 3월 21일  | 광주시       |
| 1979년 5월 1일   | 포천읍          | 대통령령 제9409호 (1979년 4월 7일)               | 2003년 10월 19일 | 포천시       |
| 1979년 5월 1일   | 용인읍          | 대통령령 제9409호 (1979년 4월 7일)               | 1996년 3월 1일   | 용인시       |
| 1979년 5월 1일   | 김포읍          | 대통령령 제9409호 (1979년 4월 7일)               | 1998년 4월 1일   | 김포시       |
| 1979년 5월 1일   | 월배읍          | 대통령령 제9409호 (1979년 4월 7일)               | 1981년 7월 1일   | 대구 달서구  |
| 1979년 5월 1일   | 양산읍          | 대통령령 제9409호 (1979년 4월 7일)               | 1996년 3월 1일   | 양산시       |
| 1979년 5월 1일   | 신현읍          | 대통령령 제9409호 (1979년 4월 7일)               | 2008년 7월 1일   | 거제시       |
| 1980년 12월 1일  | 의왕읍          | 대통령령 제10050호 (1980년 10월 21일)            | 1989년 1월 1일   | 의왕시       |
| 1980년 12월 1일  | 소래읍          | 대통령령 제10050호 (1980년 10월 21일)            | 1989년 1월 1일   | 시흥시       |
| 1980년 12월 1일  | 동부읍          | 대통령령 제10050호 (1980년 10월 21일)            | 1989년 1월 1일   | 하남시       |
| 1980년 12월 1일  | 일산읍          | 대통령령 제10050호 (1980년 10월 21일)            | 1992년 2월 1일   | 고양시       |
| 1980년 12월 1일  | 벽제읍          | 대통령령 제10050호 (1980년 10월 21일)            | 1992년 2월 1일   | 고양시       |
| 1980년 12월 1일  | 미성읍          | 대통령령 제10050호 (1980년 10월 21일)            | 1989년 1월 1일   | 군산시       |
| 1980년 12월 1일  | 삼일읍          | 대통령령 제10050호 (1980년 10월 21일)            | 1986년 1월 1일   | 여수시       |
| 1980년 12월 1일  | 성서읍          | 대통령령 제10050호 (1980년 10월 21일)            | 1981년 7월 1일   | 대구 달서구  |
| 1980년 12월 1일  | 칠곡읍          | 대통령령 제10050호 (1980년 10월 21일)            | 1981년 7월 1일   | 대구 북구    |
| 1985년 10월 1일  | 회천읍          | 대통령령 제11772호 (1985년 9월 26일)             | 2003년 10월 19일 | 양주시       |
| 1985년 10월 1일  | 태안읍          | 대통령령 제11772호 (1985년 9월 26일)             | 2006년 1월 2일   | 화성시       |
| 1985년 10월 1일  | 지도읍          | 대통령령 제11772호 (1985년 9월 26일)             | 1992년 2월 1일   | 고양시       |
| 1985년 10월 1일  | 기흥읍          | 대통령령 제11772호 (1985년 9월 26일)             | 2005년 10월 31일 | 용인시       |
| 1985년 10월 1일  | 조촌읍          | 대통령령 제11772호 (1985년 9월 26일)             | 1987년 1월 1일   | 전주시       |
| 1985년 10월 1일  | 화전읍          | 대통령령 제11772호 (1985년 9월 26일)             | 1992년 2월 1일   | 고양시       |
| 1991년 11월 20일 | 웅상읍          | 양산군조례 제1288호 (1991년 11월 20일)           | 2007년 4월 1일   | 양산시       |
| 1995년 3월 2일   | 농소읍          | 울산시조례 제152호 (1995년 3월 2일)              | 1997년 7월 15일  | 울산 북구    |
| 1996년 3월 1일   | 수지읍          | 용인시조례 제35호 (1996년 3월 1일)               | 2001년 12월 24일 | 용인시       |
| 2000년 9월 1일   | 구성읍          | 용인시조례 제277호 (2000년 9월 1일)              | 2005년 10월 31일 | 용인시       |
| 2000년 10월 1일  | 양주읍          | 양주군조례 제1762호 (2000년 9월 29일)            | 2003년 10월 19일 | 양주시       |
| 2001년 3월 21일  | 오포읍          | 광주시조례 제6호 (2001년 3월 21일)               | 2022년 9월 1일   | 광주시       |
| 2002년 4월 1일   | 교하읍          | 파주시조례 제435호 (2002년 4월 1일)              | 2011년 7월 25일  | 파주시       |

## 시·도별 읍 목록
서울특별시, 광주광역시, 대전광역시는 읍을 하나도 두고 있지 않으며 나머지 광역자치단체의 읍 목록은 다음과 같다.
| 시·도명        | 읍 목록 | 개수 |
| -------------- | --- | ---- |
| 부산광역시     | 기장읍, 일광읍, 장안읍, 정관읍 | 4    |
| 대구광역시     | 군위읍, 논공읍, 다사읍, 옥포읍, 유가읍, 화원읍, 현풍읍 | 7    |
| 인천광역시     | 강화읍 | 1    |
| 울산광역시     | 범서읍, 삼남읍, 언양읍, 온산읍, 온양읍, 청량읍 | 6    |
| 세종특별자치시 | 조치원읍 | 1    |
| 경기도         | 가남읍, 가평읍, 고촌읍, 곤지암읍, 공도읍, 남사읍, 남양읍, 모현읍, 문산읍, 백석읍, 법원읍, 봉담읍, 부발읍, 소흘읍, 안중읍, 양촌읍, 양평읍, 연천읍, 오남읍, 와부읍, 우정읍, 이동읍, 장호원읍, 전곡읍, 조리읍, 진건읍, 진접읍, 청북읍, 초월읍, 통진읍, 퇴계원읍, 파주읍, 팽성읍, 포곡읍, 포승읍, 향남읍, 화도읍       | 38   |
| 강원특별자치도 | 간성읍, 갈말읍, 거진읍, 고한읍, 김화읍, 도계읍, 동송읍, 문막읍, 상동읍, 사북읍, 신동읍, 신북읍, 양구읍, 양양읍, 영월읍, 원덕읍, 인제읍, 정선읍, 주문진읍, 철원읍, 평창읍, 홍천읍, 화천읍, 횡성읍 | 24   |
| 충청북도       | 괴산읍, 금왕읍, 내수읍, 단양읍, 덕산읍, 매포읍, 보은읍, 봉양읍, 영동읍, 오송읍, 오창읍, 옥천읍, 음성읍, 주덕읍, 증평읍, 진천읍 | 16   |
| 충청남도       | 강경읍, 광천읍, 금산읍, 대산읍, 목천읍, 배방읍, 부여읍, 삽교읍, 서천읍, 성거읍, 성환읍, 송악읍, 안면읍, 연무읍, 염치읍, 예산읍, 웅천읍, 유구읍, 장항읍, 직산읍, 청양읍, 태안읍, 합덕읍, 홍북읍, 홍성읍 | 25   |
| 전북특별자치도 | 고창읍, 만경읍, 무주읍, 봉동읍, 부안읍, 삼례읍, 순창읍, 신태인읍, 옥구읍, 용진읍, 운봉읍, 임실읍, 장수읍, 진안읍, 함열읍 | 15   |
| 전라남도       | 강진읍, 고흥읍, 곡성읍, 관산읍, 광양읍, 구례읍, 금일읍, 남평읍, 노화읍, 담양읍, 대덕읍, 도양읍, 돌산읍, 무안읍, 백수읍, 벌교읍, 보성읍, 삼향읍, 삼호읍, 승주읍, 압해읍, 영광읍, 영암읍, 완도읍, 일로읍, 장성읍, 장흥읍, 지도읍, 진도읍, 함평읍, 해남읍, 홍농읍, 화순읍                                             | 33   |
| 경상북도       | 가은읍, 감포읍, 건천읍, 고아읍, 구룡포읍, 금호읍, 대가야읍, 문경읍, 봉화읍, 북삼읍, 산동읍, 석적읍, 선산읍, 성주읍, 아포읍, 안강읍, 압량읍, 연일읍, 영덕읍, 영양읍, 예천읍, 오천읍, 왜관읍, 외동읍, 울릉읍, 울진읍, 의성읍, 진량읍, 청도읍, 청송읍, 평해읍, 풍기읍, 풍산읍, 하양읍, 함창읍, 호명읍, 화양읍, 흥해읍 | 38   |
| 경상남도       | 가야읍, 거창읍, 고성읍, 남지읍, 남해읍, 내서읍, 동읍, 문산읍, 물금읍, 사천읍, 산양읍, 산청읍, 삼랑진읍, 의령읍, 진영읍, 창녕읍, 칠원읍, 하남읍, 하동읍, 함양읍, 합천읍 | 21   |
| 제주특별자치도 | 구좌읍, 남원읍, 대정읍, 성산읍, 애월읍, 조천읍, 한림읍 | 7    |

## 시·군별 읍 목록

### 광역시·특별자치시
| 시명           | 군명           | 읍 목록                                        | 개수 |
| -------------- | -------------- | ---------------------------------------------- | ---- |
| 부산광역시     | 기장군         | 기장읍, 장안읍, 정관읍, 일광읍                 | 4    |
| 대구광역시     | 달성군         | 논공읍, 다사읍, 옥포읍, 유가읍, 현풍읍, 화원읍 | 6    |
| 대구광역시     | 군위군         | 군위읍                                         | 1    |
| 인천광역시     | 강화군         | 강화읍                                         | 1    |
| 인천광역시     | 옹진군         | 없음                                           | 0    |
| 울산광역시     | 울주군         | 범서읍, 삼남읍, 언양읍, 온산읍, 온양읍, 청량읍 | 6    |
| 세종특별자치시 | 세종특별자치시 | 조치원읍                                       | 1    |

### 경기도
| 시·군명  | 읍 목록                                          | 개수 |
| -------- | ------------------------------------------------ | ---- |
| 수원시   | 단일시                                           | 0    |
| 성남시   | 단일시                                           | 0    |
| 의정부시 | 단일시                                           | 0    |
| 안양시   | 단일시                                           | 0    |
| 부천시   | 단일시                                           | 0    |
| 광명시   | 단일시                                           | 0    |
| 평택시   | 안중읍, 청북읍, 팽성읍, 포승읍                   | 4    |
| 동두천시 | 단일시                                           | 0    |
| 안산시   | 단일시                                           | 0    |
| 고양시   | 단일시                                           | 0    |
| 과천시   | 단일시                                           | 0    |
| 구리시   | 단일시                                           | 0    |
| 남양주시 | 오남읍, 와부읍, 진건읍, 진접읍, 퇴계원읍, 화도읍 | 6    |
| 오산시   | 단일시                                           | 0    |
| 시흥시   | 단일시                                           | 0    |
| 군포시   | 단일시                                           | 0    |
| 의왕시   | 단일시                                           | 0    |
| 하남시   | 단일시                                           | 0    |
| 용인시   | 남사읍, 모현읍, 이동읍, 포곡읍                   | 4    |
| 파주시   | 문산읍, 법원읍, 조리읍, 파주읍                   | 4    |
| 이천시   | 부발읍, 장호원읍                                 | 2    |
| 안성시   | 공도읍                                           | 1    |
| 김포시   | 고촌읍, 양촌읍, 통진읍                           | 3    |
| 화성시   | 남양읍, 봉담읍, 우정읍, 향남읍                   | 4    |
| 광주시   | 곤지암읍, 초월읍                                 | 2    |
| 양주시   | 백석읍                                           | 1    |
| 포천시   | 소흘읍                                           | 1    |
| 여주시   | 가남읍                                           | 1    |
| 연천군   | 연천읍, 전곡읍                                   | 2    |
| 가평군   | 가평읍                                           | 1    |
| 양평군   | 양평읍                                           | 1    |

### 강원특별자치도
| 시·군명 | 읍 목록                        | 개수 |
| ------- | ------------------------------ | ---- |
| 춘천시  | 신북읍                         | 1    |
| 원주시  | 문막읍                         | 1    |
| 강릉시  | 주문진읍                       | 1    |
| 동해시  | 단일시                         | 0    |
| 태백시  | 단일시                         | 0    |
| 속초시  | 단일시                         | 0    |
| 삼척시  | 도계읍, 원덕읍                 | 2    |
| 홍천군  | 홍천읍                         | 1    |
| 횡성군  | 횡성읍                         | 1    |
| 영월군  | 상동읍, 영월읍                 | 2    |
| 평창군  | 평창읍                         | 1    |
| 정선군  | 고한읍, 사북읍, 신동읍, 정선읍 | 4    |
| 철원군  | 갈말읍, 김화읍, 동송읍, 철원읍 | 4    |
| 화천군  | 화천읍                         | 1    |
| 양구군  | 양구읍                         | 1    |
| 인제군  | 인제읍                         | 1    |
| 고성군  | 간성읍, 거진읍                 | 2    |
| 양양군  | 양양읍                         | 1    |

### 충청북도
| 시·군명 | 읍 목록                | 개수 |
| ------- | ---------------------- | ---- |
| 청주시  | 내수읍, 오송읍, 오창읍 | 3    |
| 충주시  | 주덕읍                 | 1    |
| 제천시  | 봉양읍                 | 1    |
| 보은군  | 보은읍                 | 1    |
| 옥천군  | 옥천읍                 | 1    |
| 영동군  | 영동읍                 | 1    |
| 증평군  | 증평읍                 | 1    |
| 진천군  | 덕산읍, 진천읍         | 2    |
| 괴산군  | 괴산읍                 | 1    |
| 음성군  | 금왕읍, 음성읍         | 2    |
| 단양군  | 단양읍, 매포읍         | 2    |

### 충청남도
| 시·군명 | 읍 목록                        | 개수 |
| ------- | ------------------------------ | ---- |
| 천안시  | 목천읍, 성거읍, 성환읍, 직산읍 | 4    |
| 공주시  | 유구읍                         | 1    |
| 보령시  | 웅천읍                         | 1    |
| 아산시  | 배방읍, 염치읍                 | 2    |
| 서산시  | 대산읍                         | 1    |
| 논산시  | 강경읍, 연무읍                 | 2    |
| 계룡시  | 없음                           | 0    |
| 당진시  | 송악읍, 합덕읍                 | 2    |
| 금산군  | 금산읍                         | 1    |
| 부여군  | 부여읍                         | 1    |
| 서천군  | 서천읍, 장항읍                 | 2    |
| 청양군  | 청양읍                         | 1    |
| 홍성군  | 광천읍, 홍북읍, 홍성읍         | 3    |
| 예산군  | 삽교읍, 예산읍                 | 2    |
| 태안군  | 안면읍, 태안읍                 | 2    |

### 전북특별자치도
| 시·군명 | 읍 목록                | 개수 |
| ------- | ---------------------- | ---- |
| 전주시  | 단일시                 | 0    |
| 군산시  | 옥구읍                 | 1    |
| 익산시  | 함열읍                 | 1    |
| 정읍시  | 신태인읍               | 1    |
| 남원시  | 운봉읍                 | 1    |
| 김제시  | 만경읍                 | 1    |
| 완주군  | 봉동읍, 삼례읍, 용진읍 | 3    |
| 진안군  | 진안읍                 | 1    |
| 무주군  | 무주읍                 | 1    |
| 장수군  | 장수읍                 | 1    |
| 임실군  | 임실읍                 | 1    |
| 순창군  | 순창읍                 | 1    |
| 고창군  | 고창읍                 | 1    |
| 부안군  | 부안읍                 | 1    |

### 전라남도
| 시·군명 | 읍 목록                | 개수 |
| ------- | ---------------------- | ---- |
| 목포시  | 단일시                 | 0    |
| 여수시  | 돌산읍                 | 1    |
| 순천시  | 승주읍                 | 1    |
| 나주시  | 남평읍                 | 1    |
| 광양시  | 광양읍                 | 1    |
| 담양군  | 담양읍                 | 1    |
| 곡성군  | 곡성읍                 | 1    |
| 구례군  | 구례읍                 | 1    |
| 고흥군  | 고흥읍, 도양읍         | 2    |
| 보성군  | 벌교읍, 보성읍         | 2    |
| 화순군  | 화순읍                 | 1    |
| 장흥군  | 관산읍, 대덕읍, 장흥읍 | 3    |
| 강진군  | 강진읍                 | 1    |
| 해남군  | 해남읍                 | 1    |
| 영암군  | 삼호읍, 영암읍         | 2    |
| 무안군  | 무안읍, 삼향읍, 일로읍 | 3    |
| 함평군  | 함평읍                 | 1    |
| 영광군  | 백수읍, 영광읍, 홍농읍 | 3    |
| 장성군  | 장성읍                 | 1    |
| 완도군  | 금일읍, 노화읍, 완도읍 | 3    |
| 진도군  | 진도읍                 | 1    |
| 신안군  | 압해읍, 지도읍         | 2    |

### 경상북도
| 시·군명 | 읍 목록                          | 개수 |
| ------- | -------------------------------- | ---- |
| 포항시  | 구룡포읍, 연일읍, 오천읍, 흥해읍 | 4    |
| 경주시  | 감포읍, 건천읍, 안강읍, 외동읍   | 4    |
| 김천시  | 아포읍                           | 1    |
| 안동시  | 풍산읍                           | 1    |
| 구미시  | 고아읍, 산동읍, 선산읍           | 3    |
| 영주시  | 풍기읍                           | 1    |
| 영천시  | 금호읍                           | 1    |
| 상주시  | 함창읍                           | 1    |
| 문경시  | 가은읍, 문경읍                   | 2    |
| 경산시  | 압량읍, 진량읍, 하양읍           | 3    |
| 의성군  | 의성읍                           | 1    |
| 청송군  | 청송읍                           | 1    |
| 영양군  | 영양읍                           | 1    |
| 영덕군  | 영덕읍                           | 1    |
| 청도군  | 청도읍, 화양읍                   | 2    |
| 고령군  | 대가야읍                         | 1    |
| 성주군  | 성주읍                           | 1    |
| 칠곡군  | 북삼읍, 석적읍, 왜관읍           | 3    |
| 예천군  | 예천읍, 호명읍                   | 2    |
| 봉화군  | 봉화읍                           | 1    |
| 울진군  | 울진읍, 평해읍                   | 2    |
| 울릉군  | 울릉읍                           | 1    |

### 경상남도
| 시·군명 | 읍 목록          | 개수 |
| ------- | ---------------- | ---- |
| 창원시  | 내서읍, 동읍     | 2    |
| 진주시  | 문산읍           | 1    |
| 통영시  | 산양읍           | 1    |
| 사천시  | 사천읍           | 1    |
| 김해시  | 진영읍           | 1    |
| 밀양시  | 삼랑진읍, 하남읍 | 2    |
| 거제시  | 없음             | 0    |
| 양산시  | 물금읍           | 1    |
| 의령군  | 의령읍           | 1    |
| 함안군  | 가야읍, 칠원읍   | 2    |
| 창녕군  | 남지읍, 창녕읍   | 2    |
| 고성군  | 고성읍           | 1    |
| 남해군  | 남해읍           | 1    |
| 하동군  | 하동읍           | 1    |
| 산청군  | 산청읍           | 1    |
| 함양군  | 함양읍           | 1    |
| 거창군  | 거창읍           | 1    |
| 합천군  | 합천읍           | 1    |

### 제주특별자치도
| 시·군명  | 읍 목록                        | 개수 |
| -------- | ------------------------------ | ---- |
| 제주시   | 구좌읍, 애월읍, 조천읍, 한림읍 | 4    |
| 서귀포시 | 남원읍, 대정읍, 성산읍         | 3    |

## 같이 보기
- 대한민국의 행정 구역 목록